# Kloster Höchstadt an der Aisch
Das Kloster Höchstadt an der Aisch ist ein ehemaliges Kloster der Kapuziner in Höchstadt an der Aisch in Bayern in der Diözese Würzburg.

## Geschichte
Das St. Joseph geweihte Kloster wurde 1703 durch Graf Lothar Franz von Schönborn gegründet, es wurde 1810 im Zuge der Säkularisation aufgelöst und später abgebrochen. Die Anwesenheit der Kapuziner sollte den Glauben der katholischen Bevölkerung gegenüber den im Umland wohnenden Bürgern evangelischen Glaubens stärken.